# أوسكار كاسترو
أوسكار كاسترو (بالإسبانية: Óscar Castro Ramírez)‏ هو كاتب مسرحي ومخرج وممثل تشيلي، ولد في 13 مايو 1947 بسانتياغو في تشيلي.

## وصلات خارجية
- أوسكار كاسترو على موقع IMDb (الإنجليزية)
- أوسكار كاسترو على موقع IMDb (الإنجليزية)
- أوسكار كاسترو على موقع ألو سيني (الفرنسية)
- أوسكار كاسترو على موقع قاعدة بيانات الأفلام السويدية (السويدية)
- أوسكار كاسترو على موقع كينوبويسك (الروسية)